# Fernando Martín García
Fernando Martín García (Madrid, 1961) es un químico español, investigador y catedrático del Departamento de Química de la Universidad Autónoma de Madrid, reconocido como el fundador de las bases teóricas de la attoquímica, disciplina consistente en hacer visibles los movimientos de partículas subatómicas (electrones y núcleos) con el fin de intervenirlos, a través de pulsos brevísimos de luz, medibles en attosegundos (pulsos láser ultrarrápidos, con un duración de apenas una trillonésima de segundo). Por este relevante aporte científico, recibió en 2017 el Premio Rey Jaime I en la categoría de investigación básica.

## Trayectoria académica
En 1984 obtuvo la licenciatura en Ciencias Químicas, especializándose en química cuántica. En 1986 completó sus estudios con una licenciatura en Ciencias Físicas (Física Teórica) en la Universidad Autónoma de Madrid y obtuvo el grado académico de doctor en la misma universidad. Entre 1988 y 1990 residió en Francia, donde realizó postdoctorados en la Universidad Burdeos I  y en la Universidad de París VI Pierre et Marie Curie. Más adelante, entre 1995 y 1996, realizó una pasantía postdoctoral en la Universidad de Chicago. A partir de 1993 ejerció la docencia como profesor titular de la Universidad Autónoma de Madrid y desde 2005 es catedrático del Departamento de Química e investigador del área Química Física. Ha integrado y liderado connotados grupos experimentales, tanto en España como en el ámbito internacional, publicando junto a ellos numerosos trabajos en prestigiosas revistas como Science o Nature

## Principales áreas de investigación
Sus aportes a la investigación científica se concentran principalmente en dos áreas:
- El establecimiento de modelos teóricos y matemáticos (a través de la utilización de superordenadores) de la fotoexcitación y fotoionización de sistemas atómicos y moleculares. Los procesos que modela son los movimientos inducidos por radiación sincrotrón (acelerador de partículas) y pulsos láser extremadamente breves,  de femto- y attosegundos de duración.
- Investigación de las propiedades de materiales y nanoobjetos, de sistemas moleculares complejos y establecimiento de las bases teóricas para la descripción y predicción de su comportamiento.

Se le considera pionero y fundador de la attoquímica por haber liderado el equipo de investigadores de la UNAM que estableció las bases teóricas como nueva disciplina científica y por haber colaborado en 2014 en la demostración de la posibilidad de visualizar y monitorear los movimientos de electrones y núcleos atómicos valiéndose de pulsos láser ultrarrápidos. Aunque se desconoce aún el alcance preciso y las aplicaciones que pueda tener la attoquímica en el futuro, se supone que la posibilidad de influir en los movimientos de las partículas subatómicas permitirá influir en las reacciones químicas, impidiendo que se produzcan aquellas indeseadas (como en algunos procesos bioquímicos patológicos en el cuerpo humano) o incluso generar reacciones químicas hasta ahora desconocidas, produciendo, por ejemplo, sustancias y materiales con propiedades nuevas.

## Premios, reconocimientos y membresías
- 2000:Premio Nacional de Investigación Rey Juan Carlos I
- 2010:Premio de la Real Sociedad Española de Química en Química Física
- 2011:Premio de la Advanced Grant XCHEM del European Research Council
- 2017:Premio Rey Jaime I, en la categoría Investigación Básica
- Chair de la red europea Chemistry with ultrashort pulses and free electron lasers
- Miembro de la Atomic, Molecular and Optical Physics Division of the European Physical Society

## Publicaciones
(Selección tomada de una página institucional de la Universidad Autónoma de Madrid,)
- Bachau, H.; Cormier, E.; Decleva, P.; Hansen, J. E.; Martín, F. (2001). «Applications of B-splines in Atomic and Molecular Physics». Rep. Prog. Phys. 64: 1601. Consultado el 15 de agosto de 20017.

- Vanroose, W.; Martín, F.; Rescigno, T. N.; McCurdy, C. W. (2005). «Complete photo-induced breakup of the H2 molecule as a probe of molecular electron correlation». Science 310: 1787.

- Martín, F.; Fernández, J.; Havermeier, T.; Foucar, L.; Weber, Th.; Kreidi, K.; Schöffler, M.; Schmidt, L.; Jahnke, T.; Jagutzki, O.; Czasch, A.; Benis, E. P.; Osipov, T.; Landers, A. L.; Belkacem, A.; Prior, M. H.; Schmidt-Böcking, H.; Cocke, C. L.; Dörner, R. (2007). «Single photon induced symmetry breaking of H2 dissociation». Science 315: 629.

- Tseng, T-C.; Urban, C.; Wang, Y.; Otero, R.; Tait, S. L.; Alcamí, M.; Ecija, D.; Trelka, M.; Gallego, J.; Lin, N.; Konuma, M.; Starke, U.; Nefedov, A.; Wöll, M.; Herranz, A.; Martín, F; Martín, N.; Kern, K.; Miranda, R. (2010). «Charge transfer-induced structural rearrangements at both sides of organic/metal interfaces». Nature Chemistry 2: 374.

- Sansone, G.; Kelkensberg, F.; Pérez-Torres, J. F.; Morales, F.; Kling, M. F.; Siu, W.; Ghafur, O.; Johnsson, P.; Swoboda, M.; Benedetti, E.; Ferrari, F.; Lépine, F.; Sanz-Vicario, J. L.; Zherebtsov, S.; Znakovskaya, I.; L’Huillier, A.; Ivanov, M. Yu.; Nisoli, M. (2010). «Electron localization following attosecond molecular photoionization». Nature 465: 763.

- Canton, S. E.; Plésiat, E.; Bozek, J. D.; Rude, B. S.; Decleva, P.; Martín, F. (2011). «Direct observation of Young’s double-slit interferences in vibrationally resolved photoionization of diatomic molecules». Proc. Natl. Acad. Sci 108: 7302.

- Garnica, M.; Stradi, D.; Barja, S. F.; Calleja, F.; Díaz, C.; Alcamí, M.; Martín, N.; Vázquez de Parga, A. L.; Martín, F.; Miranda, R. (2013). «Long-range magnetic order in a purely organic 2D layer adsorbed on epitaxial graphene». Nature Physics 9: 368.

- Ott, C.; Kaldun, A.; Argenti, L. F.; Raith, P.; Meyer, M.; Zhang, Y.; Blättermann, A.; Hagstotz, S. L.; Ding, T.; Heck, R.; Madroñero, J.; Martín, F.; Pfeifer, T. (2014). «Reconstruction and control of a time-dependent two-electron wave packet». Nature 516: 374.

- Calegari, F.; Ayuso, D.; Trabattoni, A. F.; Belshaw, L.; De Camillis, S.; Anumula, S.; Frassetto, F.; Poletto, L.; Palacios, A.; Decleva, P.; Greenwood, J.B.; Martín, F.; Nisoli, M. (2014). «Ultrafast electron dynamics in phenylalanine initiated by attosecond pulses». Science 346: 336.

- Wang, Y.; Díaz-Tendero, S.; Alcamí, M. F.; Martín, F. (2015). «Cage connectivity and frontier π orbitals govern isomer relative stability of fullerene anions and cations». Nature Chemistry 7: 927.

- Martín, F. (2015). «Thought experiments made real». Nature Photonics 9: 76.

- Gruson, V.; Barreau, L.; Jiménez-Galán, A. F.; Risoud, F. (2016). «Attosecond dynamics through a Fano resonance: Monitoring the birth of a photoelectron». Science 354: 734.

- Kotur, M.; Guénot, D.; Jiménez-Galán, A. F.; Kroon, D.; Larsen, E. W.; Louisy, M.; Bengtsson, S.; Miranda, M.; Mauritsson, J.; Arnold, C. L.; Canton, S. E.; Gisselbrecht, M.; Carette, T.; Dahlström, J. M.; Lindroth, E.; Maquet, A. M.; Argenti, L.; Martín, F.; L’Huillier, A. (2016). «Phase measurement of a Fano window resonance using tunable attosecond pulses». Nature Communications 7: 10566.

- Nisoli, M.; Decleva, P.; Calegari, F. F.; Palacios, A.; Martín, F. (2017). «Attosecond electron dynamics in molecules». Chemical Reviews 354: 734. doi:10.1021/acs.chemrev.6b00453.